# Дрогайкин, Сергей Алексеевич
Сергей Алексеевич Дрогайкин (род. 14 октября 1955) — советский игрок в хоккей с мячом, вратарь, мастер спорта СССР международного класса (1979).

## Карьера
Начал играть в хоккей с мячом в 1966 году в Москве в детской команде клуба «Фили».
С 1973 по 1977 год был игроком команды «Фили».
С 1977 по 1983 год в составе московского «Динамо».
В высшей лиге чемпионатов СССР провёл 70 матчей (все — «Динамо»).
В составе сборной СССР (1982) провёл два товарищеских матча со сборной Финляндии.
Также играл в хоккей на траве за команду «Фили» в 1974—1977 годах.

## Достижения
хоккей с мячом
«Динамо» (Москва)
 Чемпион СССР: 1977/78 

 Обладатель Кубка европейских чемпионов: 1978 

Сборная СССР (юниорская)
 Чемпион мира среди юниоров: 1974 

хоккей на траве
«Фили»
 Серебряный призёр чемпионата СССР: 1975 

 Бронзовый призёр чемпионата СССР: 1976 